# Force obligatoire du contrat en France
En droit des obligations, la force obligatoire du contrat est l'un des effets provoqués par la formation d'un contrat. Elle était anciennement établie à l'article 1134 du code civil. Toutefois, depuis l'entrée en vigueur de la réforme du droit des contrats du régime général et de la preuve des obligations portée par l’ordonnance n° 2016-131 du 10 février 2016 dont les dispositions sont entrées en vigueur le 1er octobre 2016, la force obligatoire des conventions trouve désormais son assise à l'article 1103 du code civil. La formulation a peu changé puisqu'en effet l'article 1103 dispose que "Les contrats légalement formés tiennent lieu de loi à ceux qui les ont faits".

## L'effet obligatoire du contrat entre les parties

### Le fondement de la force obligatoire
Les parties sont tenues au contrat parce qu'elles ont voulu ce contrat en échangeant leur consentement.
L'article 1194 du code civil dispose que « les conventions obligent non seulement à ce qui y est exprimé, mais encore à toutes les suites que l'équité, l'usage ou la loi donnent à l'obligation d'après sa nature ».
Le dernier alinéa de l'article 1104 précise que les conventions « doivent être exécutées de bonne foi ».
Outre ces obligations codifiées, le législateur a renforcé le contrat en imposant une obligation de loyauté et de coopération entre les parties.

### La modification du contrat
Toute modification du contrat peut se faire de façon unilatérale mais nécessite l'accord des parties. Il existe néanmoins des clauses d'adaptation automatique :
- La clause d'indexation module le prix à payer de la chose en référence à la valeur de tel produit ou de tel indice.
- La clause de renégociation prévoit l'obligation pour les parties de renégocier le contrat si des données essentielles à son équilibre viennent à changer. On parle aussi de clause de sauvegarde.

### La révocation du contrat
Le contrat peut être révoqué de deux façons :
- Il peut s'agir d'un accord des parties, on parle alors de résiliation contractuelle. Le second alinéa de l'article 1134 prévoit ce type de révocation puisqu'il dispose que les conventions ne peuvent être révoquées que du consentement mutuel des parties.
- Il peut s'agir d'une manifestation unilatérale de la volonté de rompre. Celle-ci peut se manifester par le biais d'une clause de révocation originellement prévu au contrat. On parlera alors de rétractation unilatérale d'origine conventionnelle. Cette manifestation peut également être provoquée par des causes légales.

La rupture abusive du contrat engage la responsabilité contractuelle de son auteur.

## L'effet obligatoire du contrat à l'égard du juge

### L'interprétation des contrats par le juge
Il appartient au juge du fond d'interpréter le contrat, c'est-à-dire de déterminer le sens et la portée des obligations, sauf à respecter la maxime : interpretatio cessat in claris. Le juge peut opérer deux types d'interprétation :
1. une interprétation explicative : l'article 1156 du code civil, si le contrat est obscur, ambigu et contradictoire, alors c'est au juge de rechercher l'exacte intention des parties.
2. une interprétation créatrice : Au vu des articles 1134 (bonne foi, 3e alinéa) et 1135, le juge peut créer le contrat. En cela c'est bien plus qu'un forçage obligationnel du contrat, c'est un forçage direct du contrat.

La Cour de cassation aura comme seul rôle de sanctionner les juges qui auraient dénaturé une clause claire.

### Initialement un classique refus de la théorie de l'imprévision
L'imprévision est une théorie très ancienne remontant à l'arrêt du 6 mars 1876, Canal de Craponne. En l'espèce, il avait été demandé au juge la modification d'une convention remontant à 1576 qui définissait l'exploitation d'un canal. Celui-ci avait répondu qu'aucune considération de temps ou d'équité ne pouvait lui permettre de modifier la convention des parties. Si un contrat valablement formé voit par la suite son équilibre économique perturbé, le juge ne peut de sa propre initiative en modifier les termes.
Face à ce principe de refus se sont dégagés trois tempéraments :
- un tempérament conventionnel : les parties peuvent prévoir des clauses de renégociation dans l'hypothèse de la survenance d'un déséquilibre économique dans les prestations. Si la partie non lésée refuse de renégocier le contrat, alors sa responsabilité contractuelle sera engagée. Cette solution relativement récente de la jurisprudence prend sa source dans le troisième alinéa de l'article 1134 du Code civil (bonne foi).
- des tempéraments légaux : la loi permet au juge de modifier le contrat, notamment les clauses pénales de ce contrat, clauses par lesquelles les parties conviennent dès l'origine du montant des dommages et intérêt en cas de mauvaise exécution du contrat. Selon l'article 1152 du Code civil, le juge peut modifier ce montant s'il est excessif ou dérisoire.
- un tempérament jurisprudentiel : depuis un arrêt de 2004 (Civ. 1re 16 mars 2004, Commune de Cluses) rendu par la Cour de cassation, le juge se sert du troisième alinéa de l'article 1134 (la bonne foi) afin d'imposer une renégociation au non lésé qui pourra être obligé de verser des dommages et intérêts s'il refuse cette renégociation. Néanmoins, cette jurisprudence doit être nuancée en ce que, si les ferments d'une admission généralisée de la renégociation existent, beaucoup d'éléments justifiant le refus d'une généralisation de la renégociation demeurent.

En droit administratif au contraire, le juge peut se substituer aux parties en cas de bouleversement économique du contrat depuis l'arrêt Compagnie générale d'éclairage de Bordeaux.

### Le droit positif: la théorie de l'imprévision consacrée
Néanmoins, à la suite de la réforme du droit des contrats, réformant le Code civil et entrée en vigueur le 1er octobre 2016, la théorie de l'imprévision, à l'instar du droit administratif a été consacrée à l'article 1195 du Code civil. C'est un véritable changement dans la conception de la force obligatoire des contrats, car les parties peuvent à présent modifier le contrat à la suite de la survenance d'un événement imprévisible à la conclusion du contrat survenu lors de son réduction et rendant cette dernière extrêmement difficile à exécuter.
Ce nouvel article 1195 valide une jurisprudence (Cass Com, du 29 juin 2010). Il permet à une partie, dans le cadre d'un contrat à exécution successive, de demander à l'autre une renégociation du contrat à trois conditions :
- un changement de circonstances "imprévisible"
- ce changement doit rendre l'exécution "excessivement onéreuse" pour une partie
- cette partie "n'avait pas accepté d'en assurer le risque"

La partie sollicitée pour renégocier peut accepter ou refuser :
- si elle accepte, la partie qui a sollicité la renégociation continue à exécuter ses obligations pendant la renégociation;
- si elle refuse ou si la renégociation se solde par un échec :
  1. les parties peuvent convenir de la résolution du contrat ou,
  2. d'un commun accord, demander au juge de procéder à l’adaptation du contrat.
  3. À défaut d'accord, dans un délai raisonnable, une partie peut demander au juge de réviser le contrat ou d'y mettre fin à la date et aux conditions qu'il fixe.

Ce texte est supplétif de volonté : les parties peuvent accepter par avance de supporter les conséquences des déséquilibres qui peuvent survenir au cours de l'exécution du contrat.
Cet événement n'est cependant pas un cas de force majeure car s'il rend très difficile l’exécution du contrat, cette obligation reste toujours possible.